# 汐野杏奈
汐野 杏奈（しおの あんな、1997年2月14日 ‐ ）は、日本の女性声優、歌手である。神奈川県出身。尚美ミュージックカレッジ専門学校出身。愛称は「あんにん」。

## 人物
オーディオドラマから発展した声優アイドルユニット「Fairy-AID」のメンバーとして、ライブ活動やトークイベントを行ってきた女性声優である。現在は「かふぇもか」名義でダンスメインでライブ出演をしている。
3歳の頃からダンスが好きで、ディズニーランドのダンサーの振りをよく真似していた。中学生の時には、映画『僕の初恋をキミに捧ぐ』で種田繭を演じる井上真央の演技に感動し、女優に憧れを持っていた。高校では演劇部に入り、1年生の頃から役者として活動していた。しかし、高校生のときにアニメを見て、声優なら幅広い役を演じることができると知り、女優ではなく声優を志すようになった。専門学校では、在学中に「踊ってみた」の投稿を始めたほか、期間限定アイドルグループ「AtoS」の活動やテレビへの出演などに勤しんでいた。
デビューして1年は本名である鈴木杏奈名義で活動していたが、当時のミニスカポリスに同名のタレントがいたことから、2018年9月1日に汐野杏奈として活動することになった。名字の由来は、Fairy-AIDのメンバー2人の名字のうち1文字が同じなので「野」を入れることになり、イニシャルが変わらず海が好きなので、海から取った「汐」と合わせて汐野と名付けた。
趣味は写真とジェルネイルである。母親が写真を撮ることが好きで、付き添いをしているうちに影響を受けた。また、海が好きで、小さい頃からよく海に行っていた。特技はダンスである。
好きな食べ物は、明太子、オムライス、ハンバーグ、焼きそば、唐揚げ、わらび餅である。

## 出演

### ピクチャードラマ
- 「虹色スクランブルが咲く街」ピクチャードラマ『あの街へ』[6]（2018年10月）- 早乙女穂香役

### 雑誌
- 声優グランプリ　2018年10月号・12月号・2019年10月号掲載[7][8][9]（Fairy-AID）

### 番組
- ジュノン・スーパーボーイ・アナザーズの胸キュン選手権![10]　学生ゲスト・相手役（2016年10月 - 、テレビ朝日CS1）
- Say-You!![11]（2016年）
- 町田広和のレスキューフェアリー！エムエイド！！[12]（2017年9月28日、12月28日、2018年2月22日）- Fairy-AID
- ランチどきっ！（2018年5月28日）- Fairy-AID

### 朗読劇
- リーディングライブ「想い出のサダコ」[13][14]（2015年6月14日・2016年6月25日）- 語り手
- 中間公演『挑戦!?コント芝居』（2016年）
- 卒業公演『夏の夜の夢』ピーター・クウィンス役（2017年）

### イベント
2017年
- Wednesday Music Night in Tokyo City i Fairy-AIDデビュースペシャル（8月9日）- Fairy-AID
- 天空八ヶ岳音楽フェス in 明野サンフラワーフェス（8月11日）- Fairy-AID
- 第5回アニ玉祭（10月22日）- Fairy-AID
- Fairy-AID 2ndシングルリリースイベント 東京シティアイ（11月1日）- Fairy-AID
- Wednesday Music Night X’mas Special Live in WHITE KITTE（12月20日）- Fairy-AID

2018年
- 「桐生・足利　観光誘客大作戦！」1部・2部（1月6日）- Fairy-AID
- ～「うまかんべぇ～祭」プレイベント～ 「うまフェス2018」（3月4日）- Fairy-AID
- 「モクラジ（仮）」公開収録　～THANKS AND LOVE～（3月10日）- Fairy-AID
- Wednesday Music Night in Tokyo City i ～春のシティアイまつり～ 2部・3部（3月21日）- Fairy-AID
- 第7回うまかんべぇ～祭（4月21日 - 4月22日）- Fairy-AID
- 桐生八木節まつりin浅草（4月28日 - 4月29日）- Fairy-AID
- ラジオ番組「ランチどきっ！」番組観覧（5月28日）- Fairy-AID
- 桐生観光協会の集い（5月28日）- Fairy-AID
- 桐生八木節まつりin浅草（7月7日 - 7月8日）- Fairy-AID
- 第55回桐生八木節まつり（8月5日）- Fairy-AID
- 第32回 Wednesday Music Night in Tokyo City i（8月29日）- Fairy-AID
- 「新生Fairy-AIDお披露目ライブ＆イベント」～小さなことからコツコツと、いつか虹色の夢に向かって～（10月9日）- Fairy-AID
- ねこぱんち（10月17日）- Fairy-AID
- Fairy-AIDのX’mas Party！（12月24日）- Fairy-AID

2019年
- ふるさと祭り東京2019　1月13日　ふるさとステージ　ミュージックステージ（1月13日）- Fairy-AID
- KASUMIとFairy-AIDと愉快な仲間（3月24日）- Fairy-AID
- Dream Voice vol.1 supported by 声優グランプリ（4月30日）- Fairy-AID
- Dream Voice vol.2 supported by 声優グランプリ（5月24日）- Fairy-AID
- Fairy-AID Reading Live vol.0 and Fan"Thanks"Meeting（6月15日）- Fairy-AID
- Dream Voice vol.3 supported by 声優グランプリ（6月28日）- Fairy-AID、Familiar-Rose
- 声優グランプリ presents “NEXT POWER SHOWCASE” 第一部・第二部（7月21日）- Fairy-AID
- Dream Voice vol.4 supported by 声優グランプリ（7月26日）- Fairy-AID
- アニソン・コスプレライブ 2019（7月27日）- Fairy-AID
- 2.5d fes（8月3日）- かふぇもか
- Fairy-AID「虹色スクランブルが咲く街」2nd Anniversary brasserie（8月10日）- Fairy-AID
- Dream Voice vol.5 supported by 声優グランプリ（8月24日）- Fairy-AID
- Merry Platinight 2019（12月24日）

2020年
- Dream Voice Online supported by 声優グランプリ ＜１０＞（8月10日）
- ハロウィーンパーティー“6 colors of imagination”（10月31日）- Fairy-AID
- ショートカット部主催 アドレセンス東名阪ツアー《東京編》 星乃ちろる卒業式（12月20日）- Fairy-AID
- Fairy-Festival part 1～X'mas Eve Special～（12月24日）- Fairy-AID
- Dream Voice supported by 声優グランプリ（Alternative Special）（12月25日）- Fairy-AID
- Fairy-AIDファンミーティング ～妖精たちのトークライブ～（12月26日）- Fairy-AID

2021年
- Fairy-AID ファンミーティング（10月17日）- Fairy-AID
- Cyber LIVE COLLECTION Vol.21（12月12日）- Fairy-AID
- Fairy-AIDのクリスマス（12月25日）- Fairy-AID
- 『超！A&G＋スペシャル』presents 超！クリスマスパーティーLIVE！DAY2（12月26日）- Fairy-AID

2022年
- 早川くるみ Birthday Event ～くるみんの会～（4月24日）
- 2.5d fes（5月28日・7月30日）- かふぇもか
- 大川里菜・吉野瑞穂 合同バースデーライブ！（6月26日）
- 『超！A&G＋スペシャル』presents GIRLS LIVE PAVILION #4（7月10日）- Fairy-AID
- Mermaid Fes Special（11月6日）- 昼・夜の部:Fairy-AID
- 『超！A&G＋スペシャル』presents GIRLS LIVE PAVILION #6（11月20日）- Fairy-AID
- Fairy-AIDのクリスマス 2022（12月24日）- Fairy-AID

2023年
- 汐野杏奈 バースデーイベント（2月18日）
- Angel Council March 2023（3月25日）
- 2.5d fes（7月9日）- かふぇもか

## 振付担当
- AtoS「Sphere of Love」
- AtoS「エネONE」
- Fairy-AID「ひまわりの咲くころに」
- Fairy-AID「Best Friend」
- Fairy-AID「告白COLOR」

## ディスコグラフィ
| 発売日   | 商品名                                       | 歌                                                                            | 楽曲                                                      | 備考                                                                       |
| 2017年   | 2017年                                       | 2017年                                                                        | 2017年                                                    | 2017年                                                                     |
| -------- | -------------------------------------------- | ----------------------------------------------------------------------------- | --------------------------------------------------------- | -------------------------------------------------------------------------- |
| 8月9日   | ひまわりの咲くころに                         | Fairy-AID（鈴木杏奈、春木宏水、大川里菜、早川くるみ）                         | 「ひまわりの咲くころに」                                  |                                                                            |
| 8月9日   | ひまわりの咲くころに                         | Fairy-AID（鈴木杏奈、春木宏水、大川里菜、早川くるみ）                         | 「Best Friend」                                           |                                                                            |
| 11月1日  | Fairy-AID ～夢をつないで～                   | Fairy-AID（鈴木杏奈、春木宏水、大川里菜、早川くるみ、北村真理奈）             | 「Fairy-AID ～夢をつないで～」                            |                                                                            |
| 11月1日  | Fairy-AID ～夢をつないで～                   | Fairy-AID（鈴木杏奈、春木宏水、大川里菜、早川くるみ、北村真理奈）             | 「告白COLOR」                                             |                                                                            |
| 11月1日  | Fairy-AID ～夢をつないで～                   | Fairy-AID（鈴木杏奈、春木宏水、大川里菜、早川くるみ、北村真理奈）             | 「笑顔にボン・ボヤージュ！」                              |                                                                            |
| 2018年   |                                              |                                                                               |                                                           |                                                                            |
| 10月9日  | Fairy-AID イベント特別CD vol.1               | Fairy-AID（汐野杏奈、吉野瑞穂、大川里菜、早川くるみ、北村真理奈、星村彩乃）   | 「あの街へ」(short ver.)                                  | 「虹色スクランブルが咲く街」ピクチャードラマ『あの街へ』オープニングテーマ |
| 10月9日  | Fairy-AID イベント特別CD vol.1               | Fairy-AID（汐野杏奈、吉野瑞穂、大川里菜、早川くるみ、北村真理奈、星村彩乃）   | 「ひまわりの咲くころに」                                  |                                                                            |
| 10月9日  | Fairy-AID イベント特別CD vol.1               | Fairy-AID（汐野杏奈、吉野瑞穂、大川里菜、早川くるみ、北村真理奈、星村彩乃）   | 「Fairy-AID ～夢をつないで～」                            |                                                                            |
| 12月24日 | Fairy-AID イベント特別CD vol.2               | Fairy-AID（汐野杏奈、吉野瑞穂、大川里菜、早川くるみ、北村真理奈、星村彩乃）   | 「あの街へ」                                              | 「虹色スクランブルが咲く街」ピクチャードラマ『あの街へ』オープニングテーマ |
| 12月24日 | Fairy-AID イベント特別CD vol.2               | Fairy-AID（汐野杏奈、吉野瑞穂、大川里菜、早川くるみ、北村真理奈、星村彩乃）   | 「♡はご多忙中」                                           |                                                                            |
| 12月24日 | Fairy-AID イベント特別CD vol.2               | Fairy-AID（汐野杏奈、吉野瑞穂、大川里菜、早川くるみ、北村真理奈、星村彩乃）   | 「妖精たちのシンフォニー」                                |                                                                            |
| 12月24日 | Fairy-AID イベント特別CD vol.2               | Fairy-AID（汐野杏奈、吉野瑞穂、大川里菜、早川くるみ、北村真理奈、星村彩乃）   | 「Starting Over」                                         |                                                                            |
| 2019年   |                                              |                                                                               |                                                           |                                                                            |
| 9月25日  | 「虹色スクランブルが咲く街」Music File vol.1 | Fairy-AID（汐野杏奈、吉野瑞穂、大川里菜、早川くるみ、北村真理奈、星村彩乃）   | 「あの街へ ～Official Remaster Version～」                | 「虹色スクランブルが咲く街」ピクチャードラマ『あの街へ』オープニングテーマ |
| 9月25日  | 「虹色スクランブルが咲く街」Music File vol.1 | Fairy-AID（汐野杏奈、吉野瑞穂、大川里菜、早川くるみ、北村真理奈、星村彩乃）   | 「♡はご多忙中！ ～Official Remaster Version～」           |                                                                            |
| 9月25日  | 「虹色スクランブルが咲く街」Music File vol.1 | Fairy-AID（汐野杏奈、吉野瑞穂、大川里菜、早川くるみ、北村真理奈、星村彩乃）   | 「ひまわりの咲くころに ～Official Remaster Version～」    |                                                                            |
| 11月29日 | 「虹色スクランブルが咲く街」Music File vol.2 | Fairy-AID（汐野杏奈、吉野瑞穂、大川里菜、早川くるみ、北村真理奈、星村彩乃）   | 「Fairy-AID～夢をつないで～ (Official Remaster Version)」 |                                                                            |
| 11月29日 | 「虹色スクランブルが咲く街」Music File vol.2 | Fairy-AID（汐野杏奈、吉野瑞穂、大川里菜、早川くるみ、北村真理奈、星村彩乃）   | 「ミルフィーユの休日」                                    |                                                                            |
| 11月29日 | 「虹色スクランブルが咲く街」Music File vol.2 | Fairy-AID（汐野杏奈、吉野瑞穂、大川里菜、早川くるみ、北村真理奈、星村彩乃）   | 「BEST FRIEND (Official Remaster Version)」               |                                                                            |
| 11月30日 | 「虹色スクランブルが咲く街」Music File vol.3 | Fairy-AID（汐野杏奈、吉野瑞穂、大川里菜、早川くるみ、北村真理奈、星村彩乃）   | 「Starting Over (Official Remaster Version)」             |                                                                            |
| 11月30日 | 「虹色スクランブルが咲く街」Music File vol.3 | Fairy-AID（汐野杏奈、吉野瑞穂、大川里菜、早川くるみ、北村真理奈、星村彩乃）   | 「告白COLOR (Official Remaster Version)」                 |                                                                            |
| 11月30日 | 「虹色スクランブルが咲く街」Music File vol.3 | Fairy-AID（汐野杏奈、吉野瑞穂、大川里菜、早川くるみ、北村真理奈、星村彩乃）   | 「妖精たちのシンフォニー (Official Remaster Version)」    |                                                                            |
| 12月27日 | 「虹色スクランブルが咲く街」Music File vol.4 | Fairy-AID（汐野杏奈、吉野瑞穂、大川里菜、早川くるみ、北村真理奈、星村彩乃）   | 「青春の輝き」                                            |                                                                            |
| 2021年   |                                              |                                                                               |                                                           |                                                                            |
| 1月15日  | Fairy-AID CD Theater Vol.1 Nazuna            | Fairy-AID（汐野杏奈、吉野瑞穂、早川くるみ、大川里菜、北村真理奈、小鳥遊彩乃） | 「あの街へ」                                              | 「Fairy-AID CD Theater」オープニングテーマ                                 |
| 1月15日  | Fairy-AID CD Theater Vol.1 Nazuna            | Fairy-AID（汐野杏奈、吉野瑞穂、早川くるみ、大川里菜、北村真理奈、小鳥遊彩乃） | 「ミルキーウェイまで乗せてって」(Short ver.)              | 「Fairy-AID CD Theater」エンディングテーマ                                 |
| 7月16日  | Fairy-AID CD Theater Vol.2 Haru              | Fairy-AID（汐野杏奈、吉野瑞穂、早川くるみ、大川里菜）                         | 「あの街へ」(Short ver.)                                  | 「Fairy-AID CD Theater」オープニングテーマ                                 |
| 7月16日  | Fairy-AID CD Theater Vol.2 Haru              | Fairy-AID（汐野杏奈、吉野瑞穂、早川くるみ、大川里菜）                         | 「ミルキーウェイまで乗せてって」                          | 「Fairy-AID CD Theater」エンディングテーマ                                 |
| 2022年   |                                              |                                                                               |                                                           |                                                                            |
| 1月7日   | Fairy-AID CD Theater Vol.3 Honoka            | Fairy-AID（汐野杏奈、吉野瑞穂、早川くるみ、大川里菜）                         | 「共鳴≒Moderato」                                         | 「Fairy-AID CD Theater」オープニングテーマ2                                |
| 1月7日   | Fairy-AID CD Theater Vol.3 Honoka            | Fairy-AID（汐野杏奈、吉野瑞穂、早川くるみ、大川里菜）                         | 「ミルキーウェイまで乗せてって」(Short ver.)              | 「Fairy-AID CD Theater」エンディングテーマ                                 |
| 1月7日   | Fairy-AID CD Theater Vol.3 Honoka            | 汐野杏奈                                                                      | 「はがゆい Isoration」                                    | 「Fairy-AID CD Theater Vol.3」キャラクターソング                           |
| 3月18日  | Fairy-AID CD Theater Vol.4 Yukari            | Fairy-AID（汐野杏奈、吉野瑞穂、早川くるみ、大川里菜）                         | 「共鳴≒Moderato」(Short ver.)                             | 「Fairy-AID CD Theater」オープニングテーマ2                                |
| 3月18日  | Fairy-AID CD Theater Vol.4 Yukari            | Fairy-AID（汐野杏奈、吉野瑞穂、早川くるみ、大川里菜）                         | 「ミルキーウェイまで乗せてって」(Short ver.)              | 「Fairy-AID CD Theater」エンディングテーマ                                 |
| 8月26日  | Fairy-AID CD Theater Vol.5 Arisa             | Fairy-AID（汐野杏奈、吉野瑞穂、早川くるみ、大川里菜）                         | 「No time to waste～限られた時間」(Short ver.)            | 「Fairy-AID CD Theater」オープニングテーマ3                                |
| 8月26日  | Fairy-AID CD Theater Vol.5 Arisa             | Fairy-AID（汐野杏奈、吉野瑞穂、早川くるみ、大川里菜）                         | 「ミルキーウェイまで乗せてって」(Short ver.)              | 「Fairy-AID CD Theater」エンディングテーマ                                 |
| 11月25日 | Fairy-AID CD Theater Vol.6 Rui               | Fairy-AID（汐野杏奈、吉野瑞穂、早川くるみ、大川里菜）                         | 「No time to waste～限られた時間」                        | 「Fairy-AID CD Theater」オープニングテーマ3                                |
| 11月25日 | Fairy-AID CD Theater Vol.6 Rui               | Fairy-AID（汐野杏奈、吉野瑞穂、早川くるみ、大川里菜）                         | 「ミルキーウェイまで乗せてって」(Short ver.)              | 「Fairy-AID CD Theater」エンディングテーマ                                 |